# خلافت مختاریان
خلافت مختاریان یکی از خلافت های مخالف امویان بود که در قیام مختار ثقفی در عراق تشکیل و بنیان گذار این خلافت مختار ثقفی و علویان پیرو وی بودند که به دنبال خونخواهی نبرد کربلا  قیام کردند توانستند عراق را فتح کنند سرانجام این خلافت در نبردهای مذار و حرورا توسط زبیریان از بین رفت.